# Анджели, Джейк
Джейк А́нджели (англ. Jake Angeli), настоящее имя Дже́йкоб Э́нтони А́нджели Ча́нсли (англ. Jacob Anthony Angeli Chansley), 1988, Финикс, США) — американский политический активист. Активный участник штурма Капитолия США. 

## Биография
Анджели поступил на службу в ВМС США 26 сентября 2005 года. После учебного лагеря и обучения в качестве клерка снабжения он был назначен на авианосец «USS Kitty Hawk» в марте 2006 года. После отказа от вакцинации против сибирской язвы он был уволен из военно-морского флота. 29 сентября 2007 года он был направлен в зону временного персонала в Пьюджет-Саунд в штате Вашингтон, где 11 октября, после двух лет и 15 дней службы, был уволен из военно-морского флота в звании младшего матроса. Во время прохождения службы Анджели было диагностировано шизотипическое расстройство.
Некоторое время работал актёром, оказывал услуги по озвучиванию. Вёл профиль на сайте Backstage.

### Политический активизм
В 2018 году присоединился к ультраправому движению QAnon. С 2019 года стал принимать участие в различных акциях сторонников Дональда Трампа, в основном в окрестностях Аризоны, а также на митингах в Аризоне, направленных против закрытия предприятий в связи с пандемией COVID-19. Анджели запомнился журналистам ярким образом, который, как правило, включает в себя меховую шапку с рогами и раскрашенным в американский флаг лицом. Он объяснил журналистам, что «носит меховой капюшон, красит лицо и ходит без рубашки в рваных штанах, чтобы привлечь внимание».
Некоторое время распространялась информация, что он поддерживает движение против расовой дискриминации Black Lives Matter, в частности, один из пользователь твиттера разместил фотографию, где Анджели присутствует на митинге движения. Анджели заявил, что находился там в качестве его противника.
6 января 2021 года Анджели был в первых рядах штурмовавших здания Капитолия . Он добрался до помоста в зале Сената, где за несколько минут до этого беседовали вице-президент Майк Пенс и Нэнси Пелоси. Фото Анджели, занявшего кресло спикера, стало узнаваемым мемом. Он позировал для фотографии, разминая правую руку; в левой он держал копье, с которого свисал американский флаг.
9 января Анджели был взят под стражу. Ему было предъявлено обвинение в хулиганских действиях и насильственном проникновении на территорию Капитолия. 17 ноября 2021 года он был приговорён к 41 месяцу тюремного заключения.
20 января 2025 года, президент США Дональд Трамп помиловал примерно 1500 человек, обвиняемых в преступлениях, связанных с нападением на Капитолий, включая Джейка Анджели. 